# Nika King
Nika King (Miami, 19 agosto 1978) è un'attrice e comica statunitense.
È nota al grande pubblico principalmente per il ruolo di Leslie Bennett nella serie televisiva Euphoria.

## Filmografia

### Cinema
- 50 volte il primo bacio (50 First Dates), regia di Peter Segal (2004)
- 65 - Fuga dalla Terra (65), regia di Scott Beck e Bryan Woods (2023)

### Televisione
- CSI: Miami – serie TV, episodio 1x24 (2003)
- Hannah Montana – serie TV, episodio 1x08 (2006)
- iCarly – serie TV, episodio 2x20 (2009)
- Castle – serie TV, episodio 2x20 (2010)
- Modern Family – serie TV, episodio 3x06 (2011)
- NCIS - Unità anticrimine (NCIS) – serie TV, episodio 8x22 (2011)
- Partners – serie TV, episodio 1x01 (2012)
- 2 Broke Girls – serie TV, episodio 3x05 (2013)
- NCIS: Los Angeles – serie TV, episodio 7x22 (2016)
- Best Friends Whenever – serie TV, episodio 2x09 (2016)
- Greenleaf – serie TV, 3 episodi (2016-2017)
- Euphoria – serie TV, 14 episodi (2019-2022)[2]

## Doppiatrici italiane
Nelle versioni in italiano dei suoi lavori, Nika King è stata doppiata da:
- Emanuela Baroni in CSI: Miami
- Laura Romano in Euphoria
- Angela Brusa in Castle
- Gaia Bolognesi in 65 - Fuga dalla Terra